# Hitzkirch
Hitzkirch est une commune suisse du canton de Lucerne, située dans l'arrondissement électoral de Hochdorf.
Depuis le 1er janvier 2009, les communes de Hämikon, Mosen, Müswangen, Retschwil et Sulz sont rattachées à Hitzkirch et sont supprimées dès cette date. Depuis le 1er janvier 2021, la commune d'Altwis y est également rattachée.
La société d'étudiants Helvétia y est fondée en 1832. 

Vue aérienne par Walter Mittelholzer (1923)

## Monuments
- Le Château